# Гарет Ванг
Гарет Ричард Ванг (енгл. Garrett Richard Wang, кин: 王以瞻; пин: Wáng Yǐzhān; Риверсајд, Калифорнија, САД, 15. децембар 1968) је амерички глумац, најпознатији по улози Харија Кима (енгл. Harry Kim) у ТВ серији Звездане стазе: Војаџер.